# Nekropole von Cuyacabras
Die Nekropole von Cuyacabras, von der aus Quellen bekannt ist, dass sie dem antiken Dorf Villa Godomar entspricht, wurde in den Jahren 1969–1971 von Alberto del Castillo y Yurrita (1899–1976), einem der Väter der spanischen Mittelalterarchäologie, ausgegraben. Sie befindet sich etwa 5,0 km östlich von Quintanar de la Sierra in der Sierra de la Demanda, südöstlich von Burgos in der Provinz Burgos in Nordspanien.

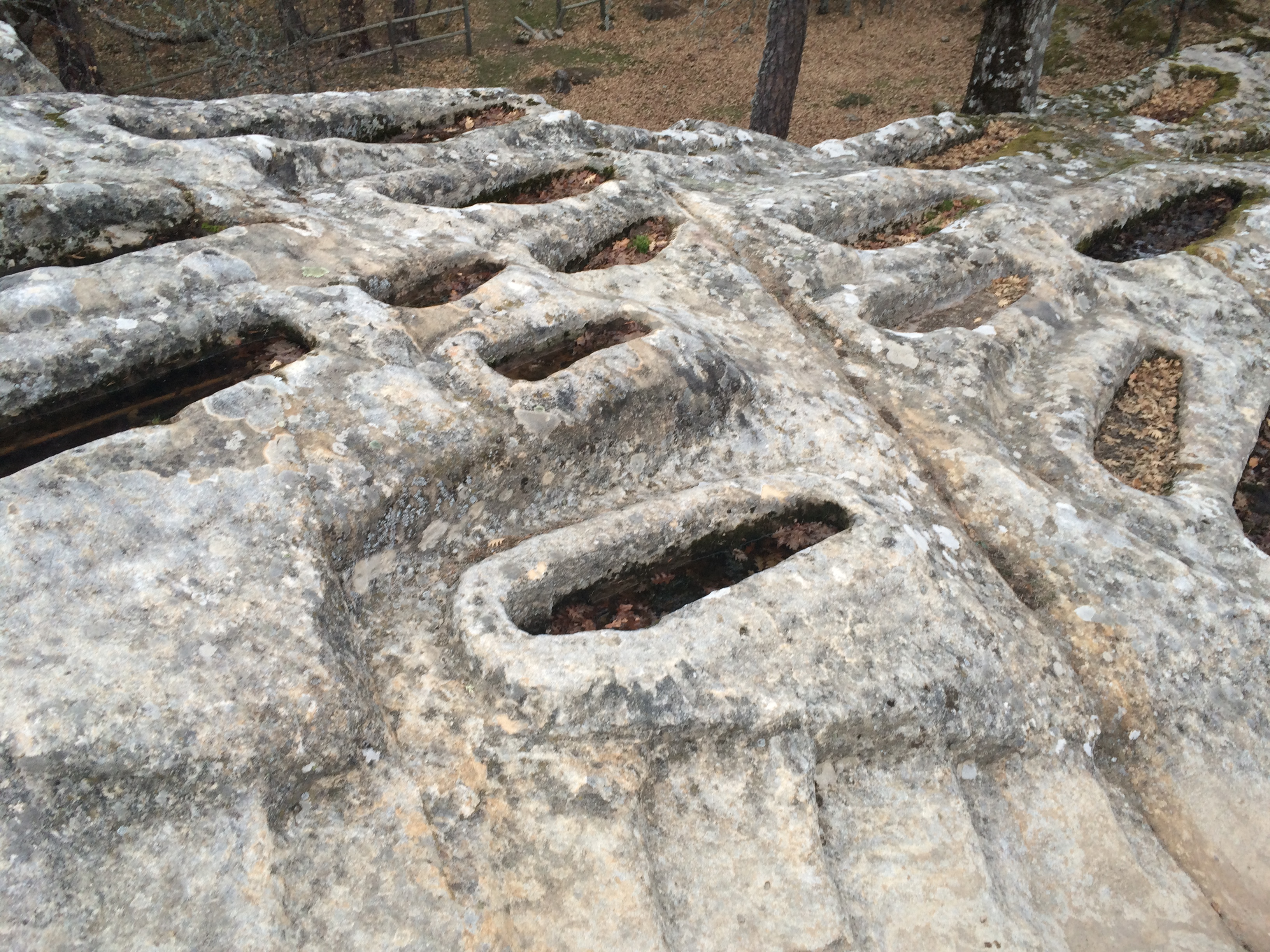
Nekropole von Cuyacabras

## Die Nekropole
Die etwa 65 × 35 m große Nekropole aus dem 9. bis 13. Jahrhundert, mit 183 dokumentierten Gräbern, ist ein ausgedehnter Friedhof, der bei einer Kirche lag. Die Bestattungen, die keine menschlichen Überreste lieferten, liegen im Kern der Nekropole, der zwischen dem 9. Jahrhundert und der ersten Hälfte des 11. Jahrhunderts datiert wird. Die meisten sind anthropomorphe Felsgräber (spanisch Tumba Olèrdolana genannt), aber es gibt auch Kistenformen und seitliche Nischengräber. Der Friedhof sollte eine größere Anzahl von Bestattungen aufweisen, die den späteren Nutzungsphasen entsprechen, die aber nicht gefunden wurden. Trotz dieses Umstandes bilden die erhaltenen Reste die größte am oberen Río Arlanza dokumentierte Nekropole dieser Art. Die Felsgräber entsprechen drei Grundtypen:
- Varianten des Typs "Badewanne" (54 %),
- anthropomorpher Typ (37 %)
- Typ seitliche Nische (7 %).

Nekropole von Cuyacabras
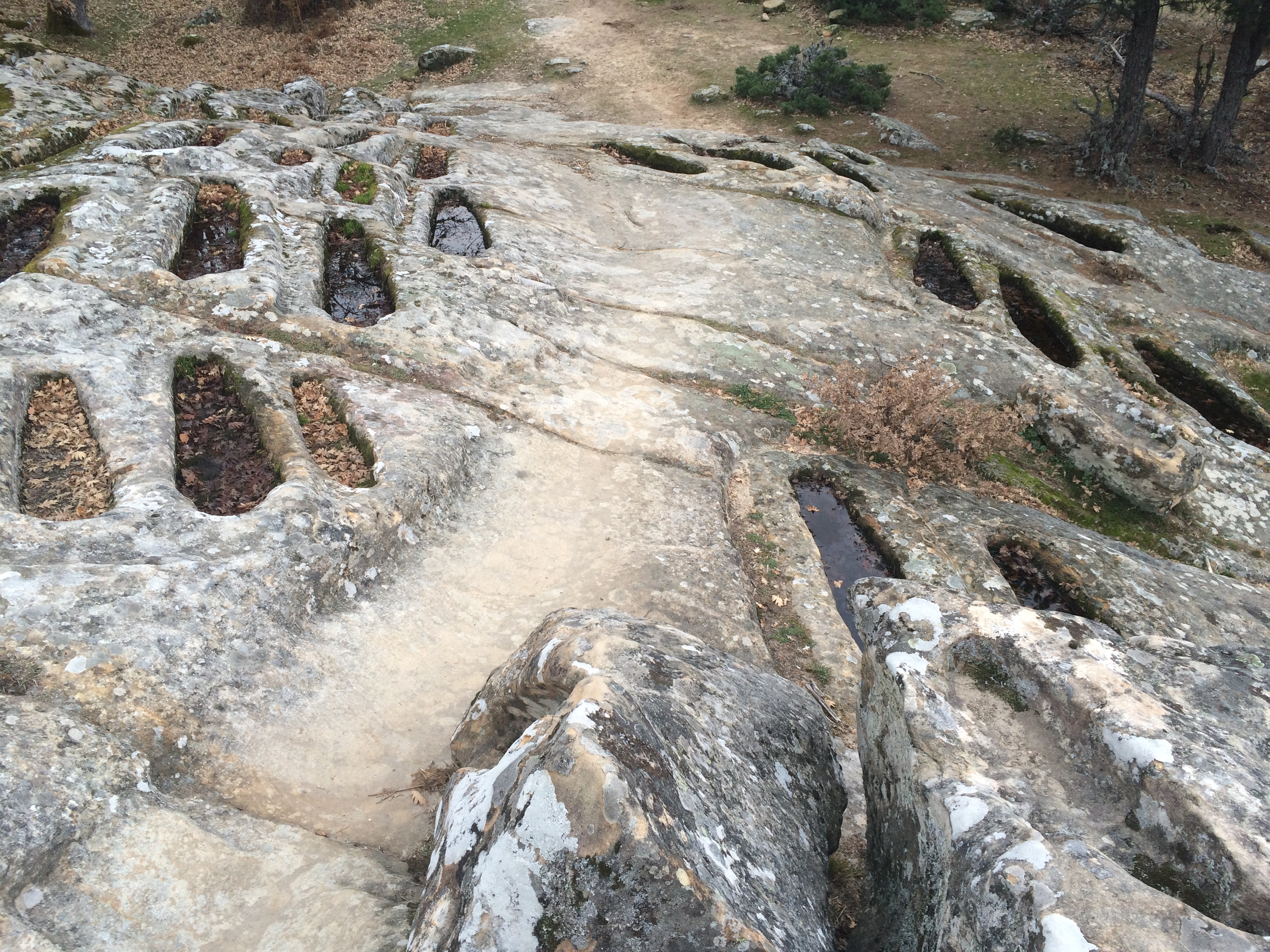
Die Nekropole
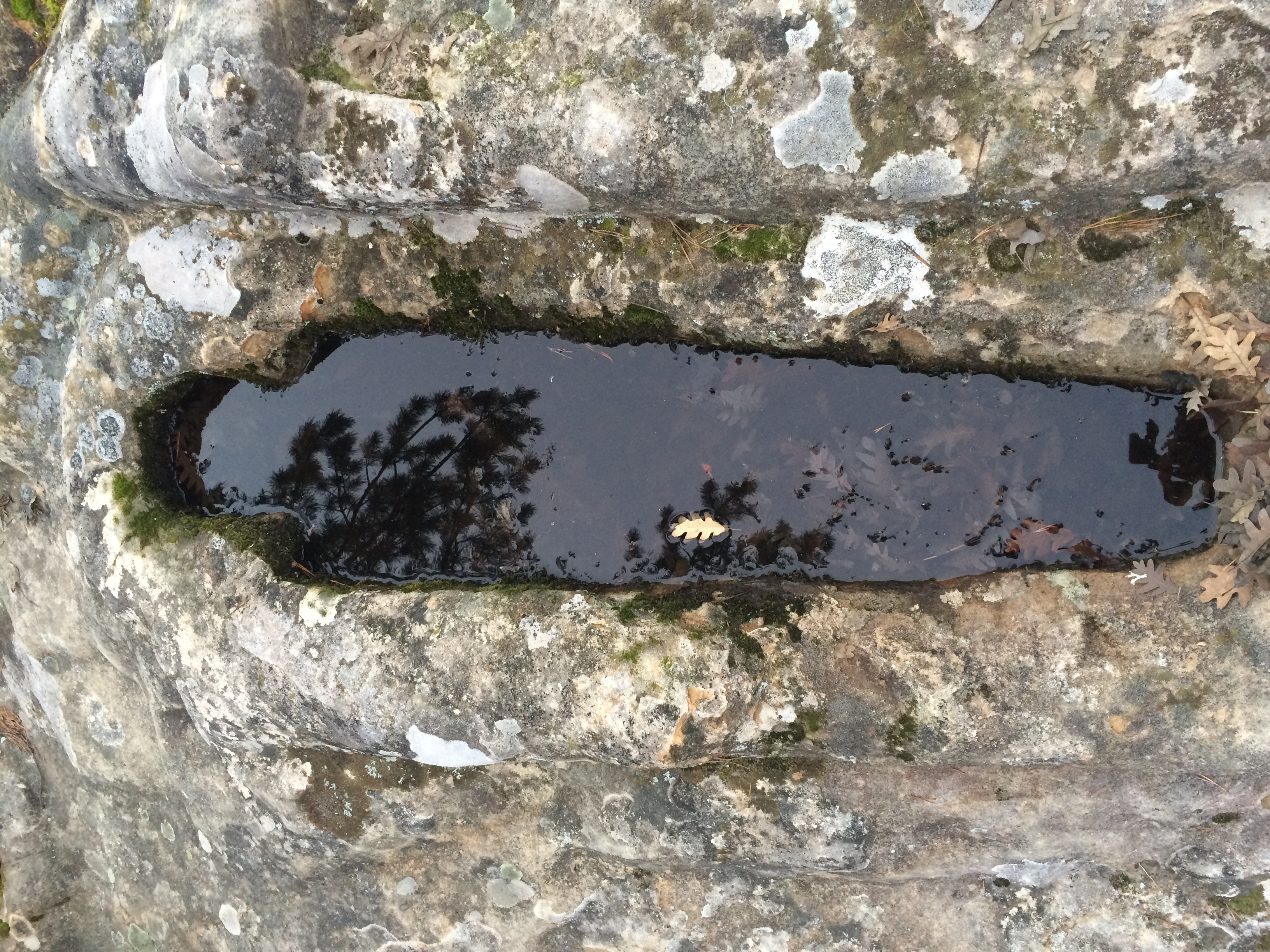
Anthropomorphes Felsgrab
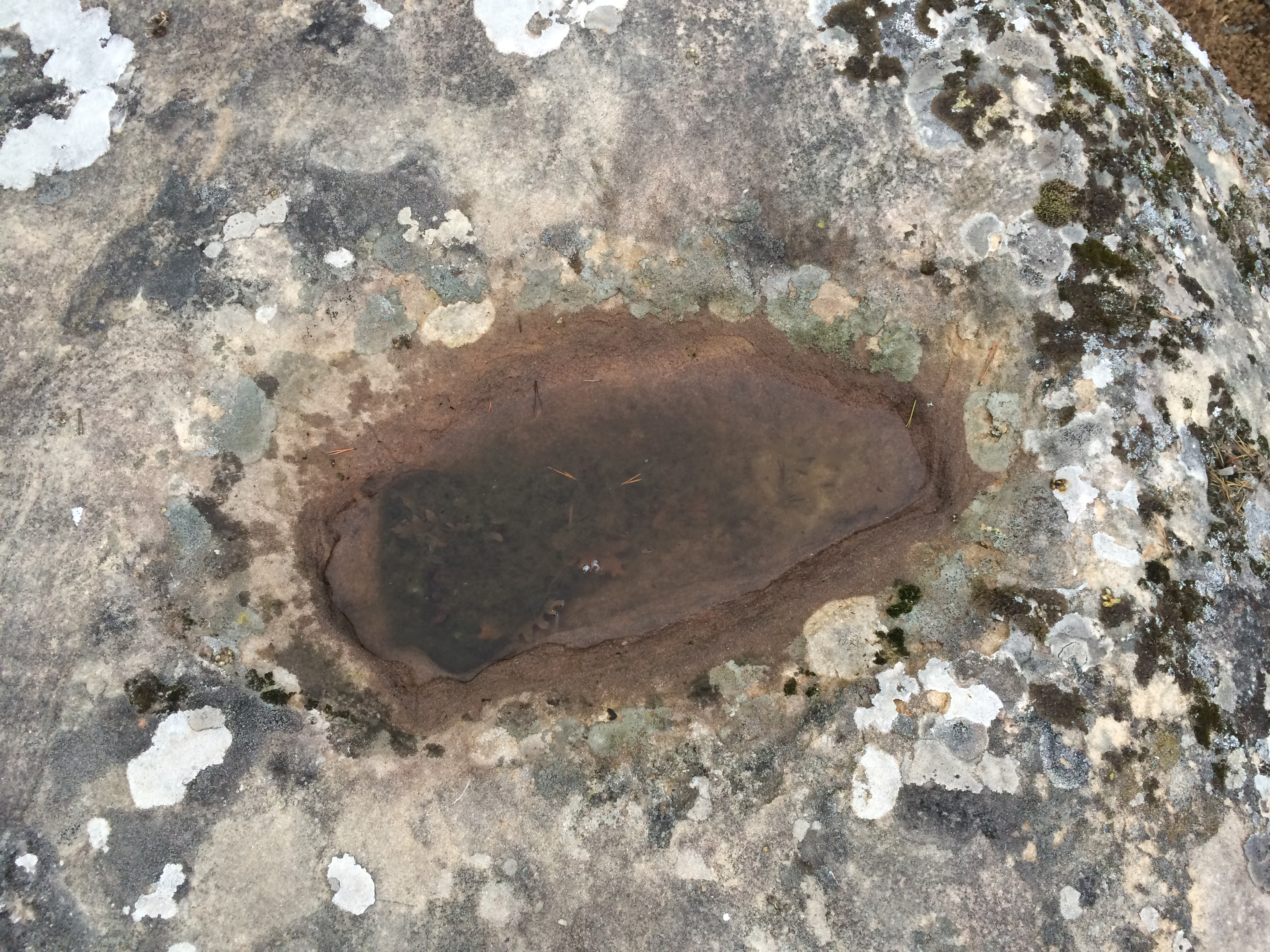
Kindergrab
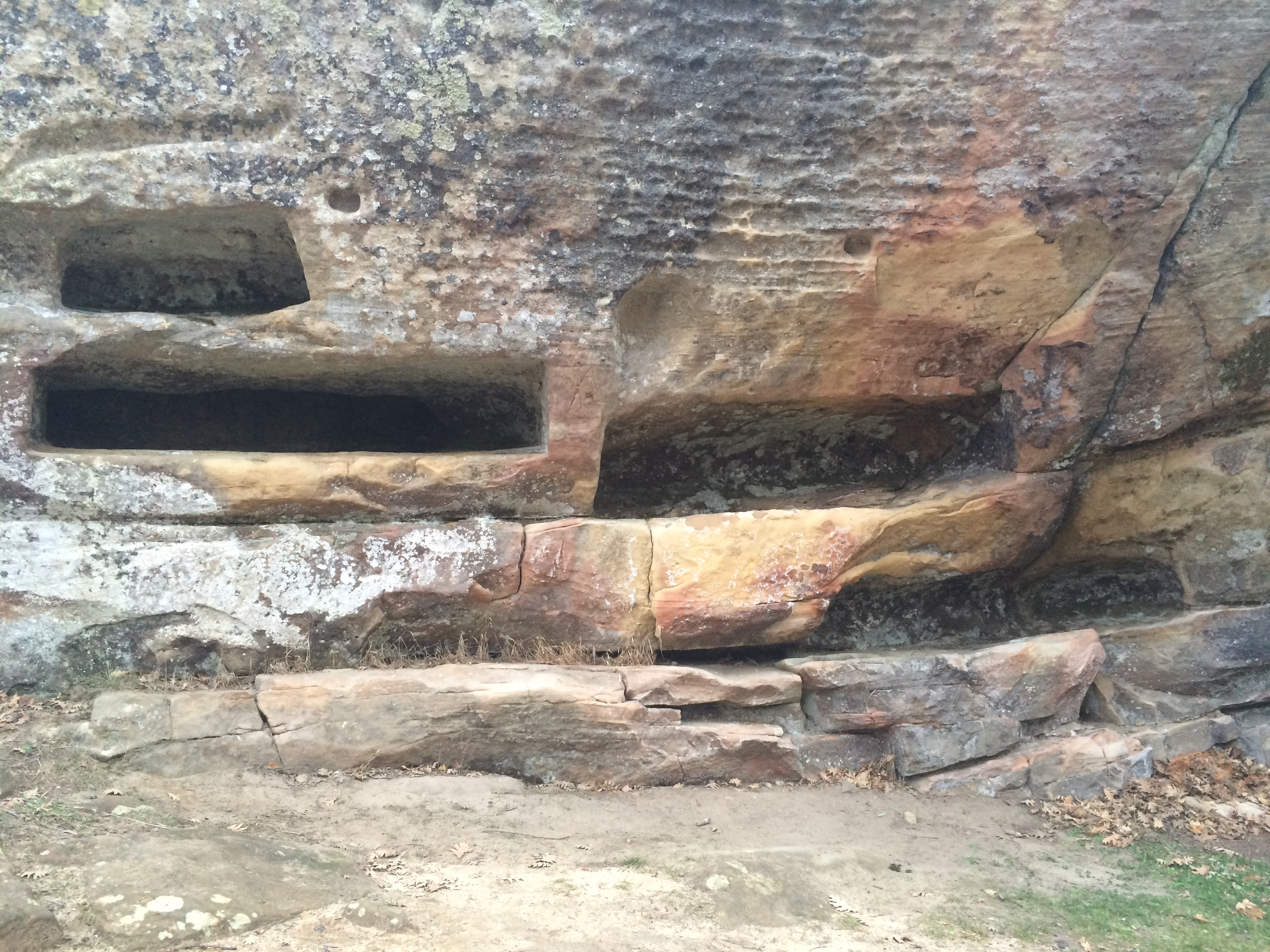
Seitennischengräber

Unter den anthropomorphen Gräbern überwiegen die Formen mit abgerundetem Kopfbogen, während die „Badewannen“ elliptische Form haben. Während die Formen Badewanne und der anthropomorphe Typ ein relatives Gleichgewicht unter den Erwachsenen zu haben scheinen, ist der bevorzugte Typ für Säuglingsbestattungen die elliptische „Badewanne“. Wie bei heutigen Friedhöfen besteht eine Tendenz, die Kindergräber in der Nähe des religiösen Gebäudes zu platzieren, obwohl dies keine alleinige Option gewesen zu sein scheint. Die mit vorzugsweise monolithischen Deckenplatten verschlossenen Gräber sind bis auf wenige Ausnahmen nach Westen ausgerichtet.

## Kirche
Die Reste des Gebäudes sind nicht erhalten, aber auf dem Felsen sind noch Umrisse zu sehen, die zeigen, dass die Kirche einen einfachen rechteckigen Grundriss hatte. Um den Bau zu erreichen, ist in den natürlichen Fels eine Treppe mit acht Stufen hineingehauen worden.

## Einsiedlerkapelle
In unmittelbarer Nähe finden sich die Reste der Einsiedlerkapelle Ermitorio de San Andrés, deren Altarstein einen Hufeisenbogen mit einem Kreuz enthält – ein deutlicher Hinweis auf die Kunst der aus dem Süden der Iberischen Halbinsel hierher gekommenen Mozaraber.

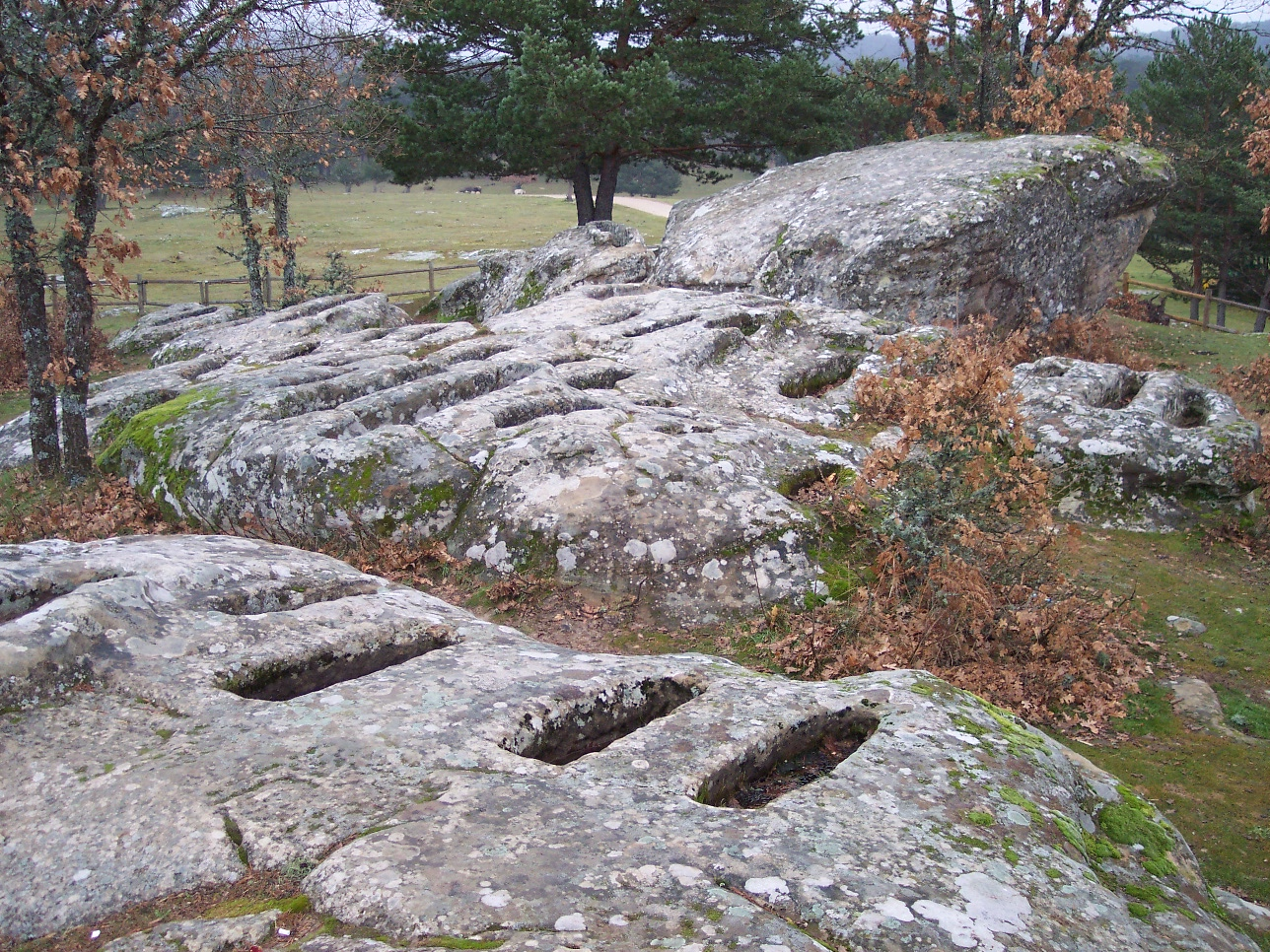
Felsgräber von Comunero de Revenga

## Ort
Die Reste des aus Holz und Erde gebauten und deshalb im Lauf der letzten Jahrhunderte nahezu verschwundenen Ortes sind ein gutes Beispiel für die hochmittelalterlichen Dörfer in dem Gebiet. Da Landwirtschaft in dieser Gegend schwierig zu betreiben war, widmeten sich die Bewohner der Dörfer hauptsächlich der Viehzucht sowie der Nutzung der Wälder und ihrer Ressourcen.